# Lettgallen
Lettgallen, lettiska Latgale, är en region i sydöstra Lettland. Det är den mest ryskinfluerade och fattigaste delen av landet. Floden Daugava flyter genom området och Daugavpils är största staden. Andra städer är Rēzekne och Aglona. I de norra delarna finns många sjöar och floder i relativt orörda naturområden.
Från 1200-talet behärskades Lettgallen av Tyska orden. Området tillföll 1561 Polen-Litauen och kallades därför polska Livland. År 1772 tillföll området Ryssland och 1920 införlivades det med Lettland.

## Geografi
Den största staden och regionens administrativa centrum är Daugavpils, med 98 922 invånare. Övriga större orter är Rēzekne och Jēkabpils. 
Lettgallen gränsar i öster mot Ryssland och Belarus.

## Språk
I området talas en dialekt (lettgalliska) som skiljer sig starkt från den officiella lettiska som talas i övriga delar av landet.